# Курів
Курів (пол. Kurów, Kurówⓘ) — місто в Польщі, у гміні Курув Пулавського повіту Люблінського воєводства.

## Географія
Курів розташований в межах річки Куровки.

## Історія
Засноване наприкінці 12 ст. Населення — 2811 мешканців (2005).
У довоєнні роки (1920—1939) 80 % відстотків населення були євреї.

## Пам'ятки історії та культури
- костел народження Пресвятої Богородиці та св. архангела Михайла, побудований в 1452 р.
- дзвіниця (18 ст.)
- кладовища: парафіяльне, єврейське та воєнне (з часів першої світової війни)
- будинок уряду гміни (друга пол. 19 ст.)

## Економіка
Куров відомий виробами зі шкури. Раніше в Курові працював заклад, де вироблялися вироби зі шкіри — кожухи та куртки. До 2000 року працював завод із переробки молока.
В літній час велика частина фермерів займаються вирощуванням яблук, вишень, малини, смородини.

## Відомі люди
- народився Войцех Ярузельський (1923-2014).
- похований єзуїт Григоріс Пірамович (1735-1801).
- загинув польський письменник, перекладач Луціян Шенвальд (1909-1944).

## Світлини

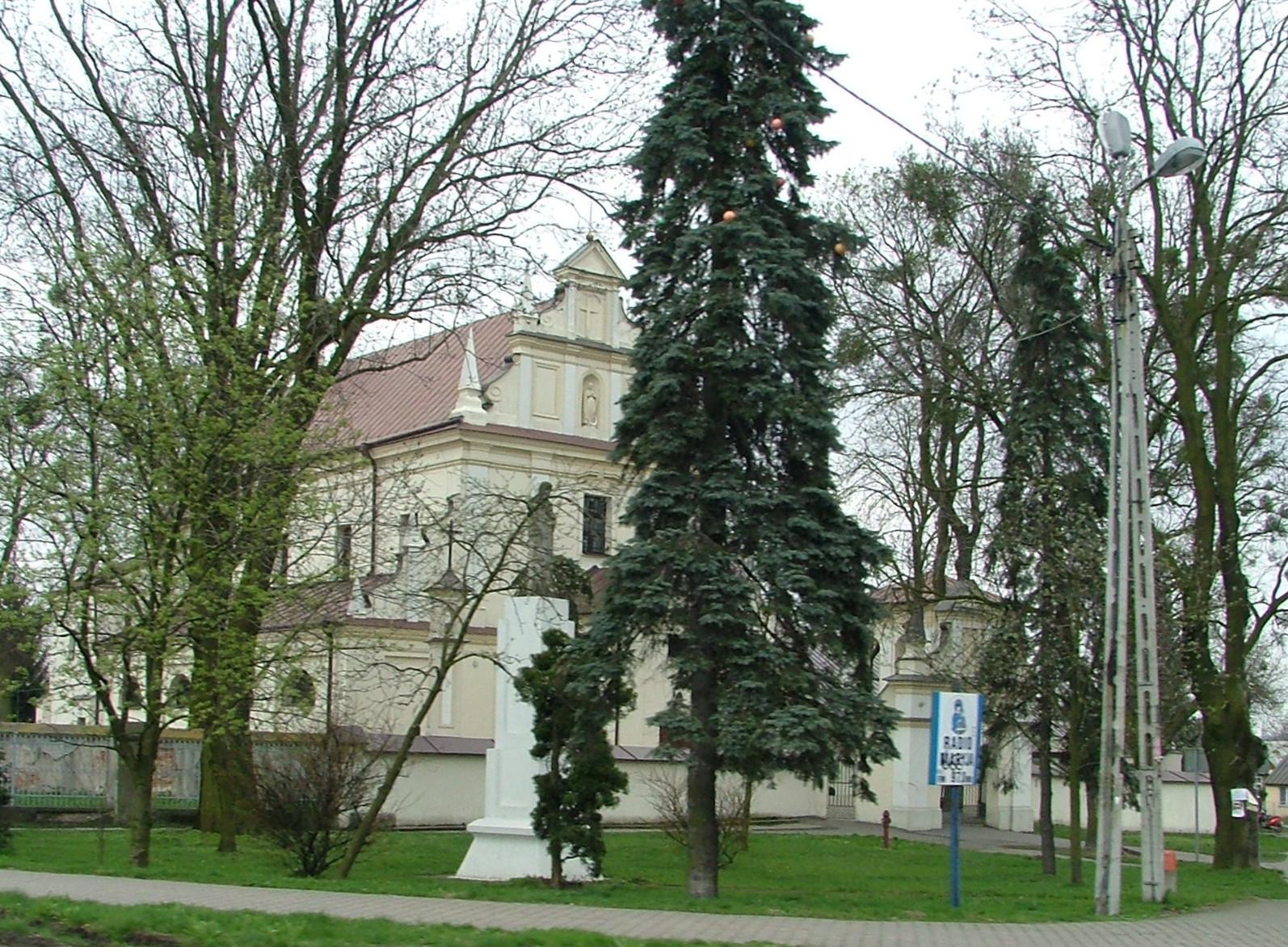
Костьол
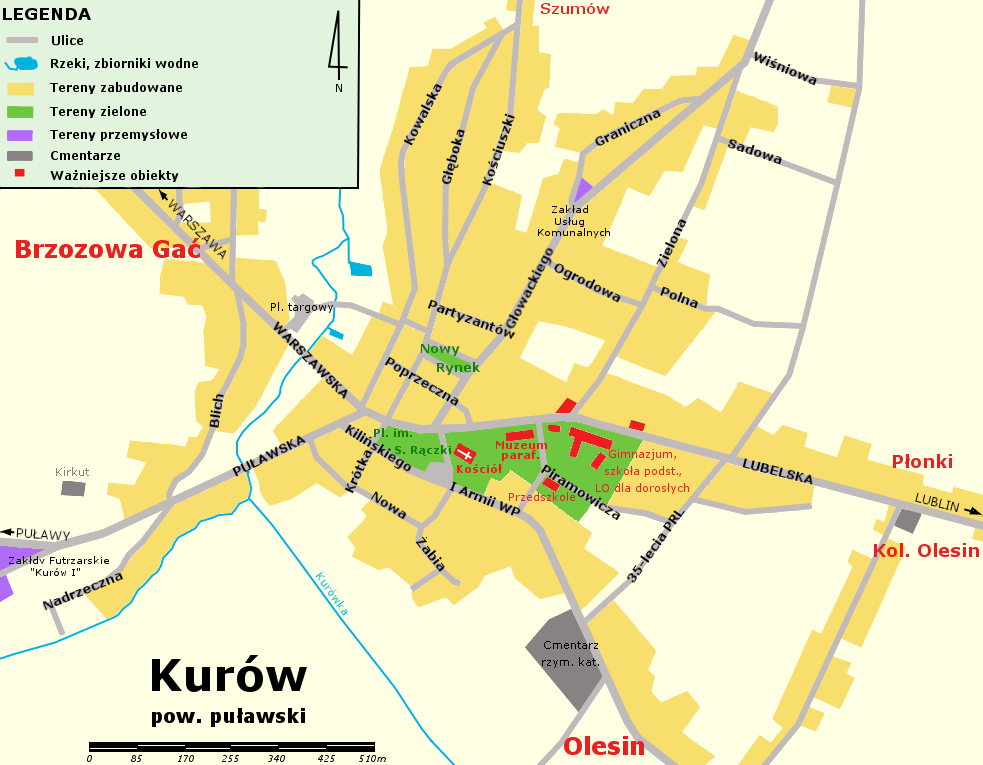
План Курова
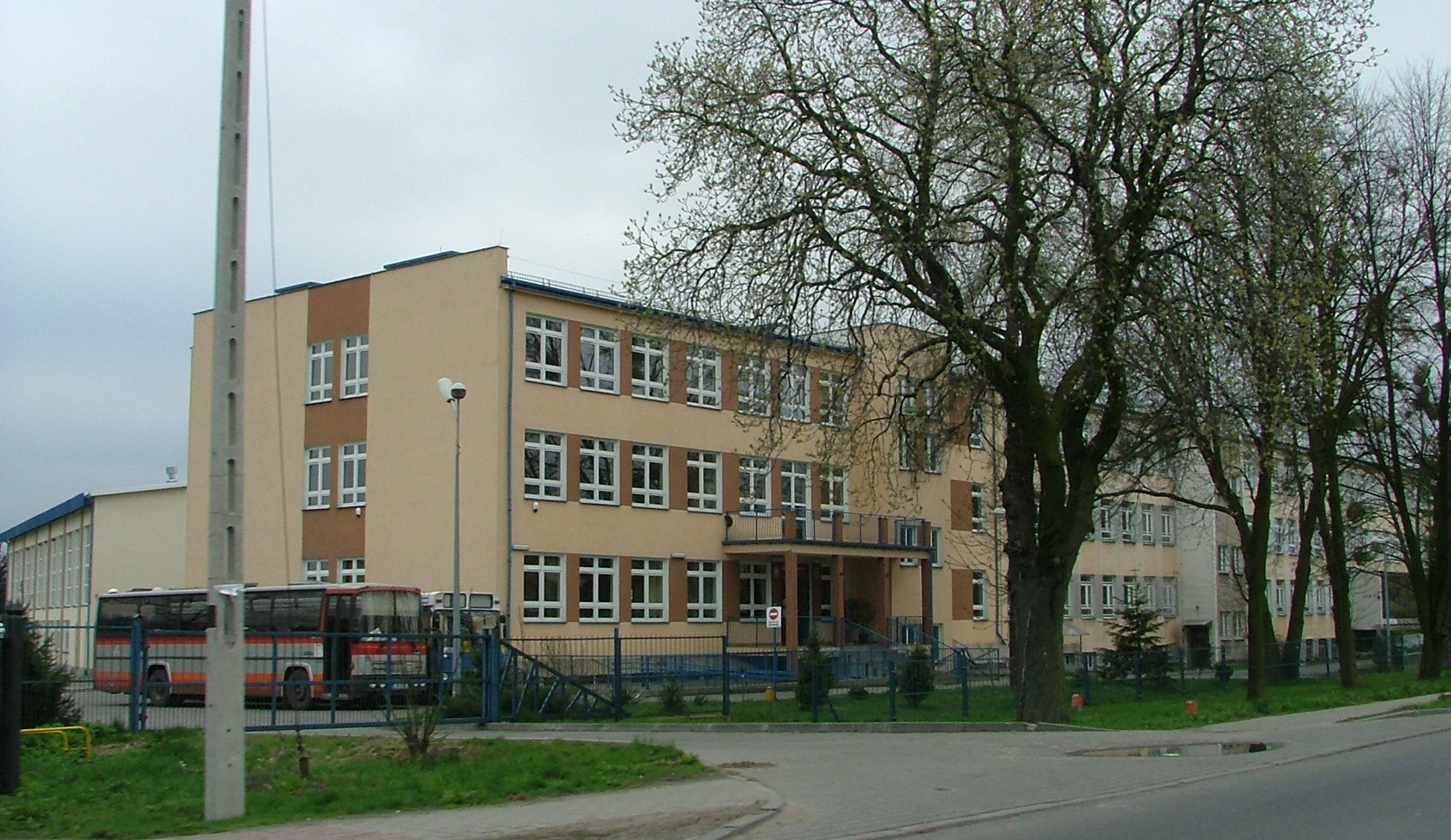
Школа